# 21世紀大廈

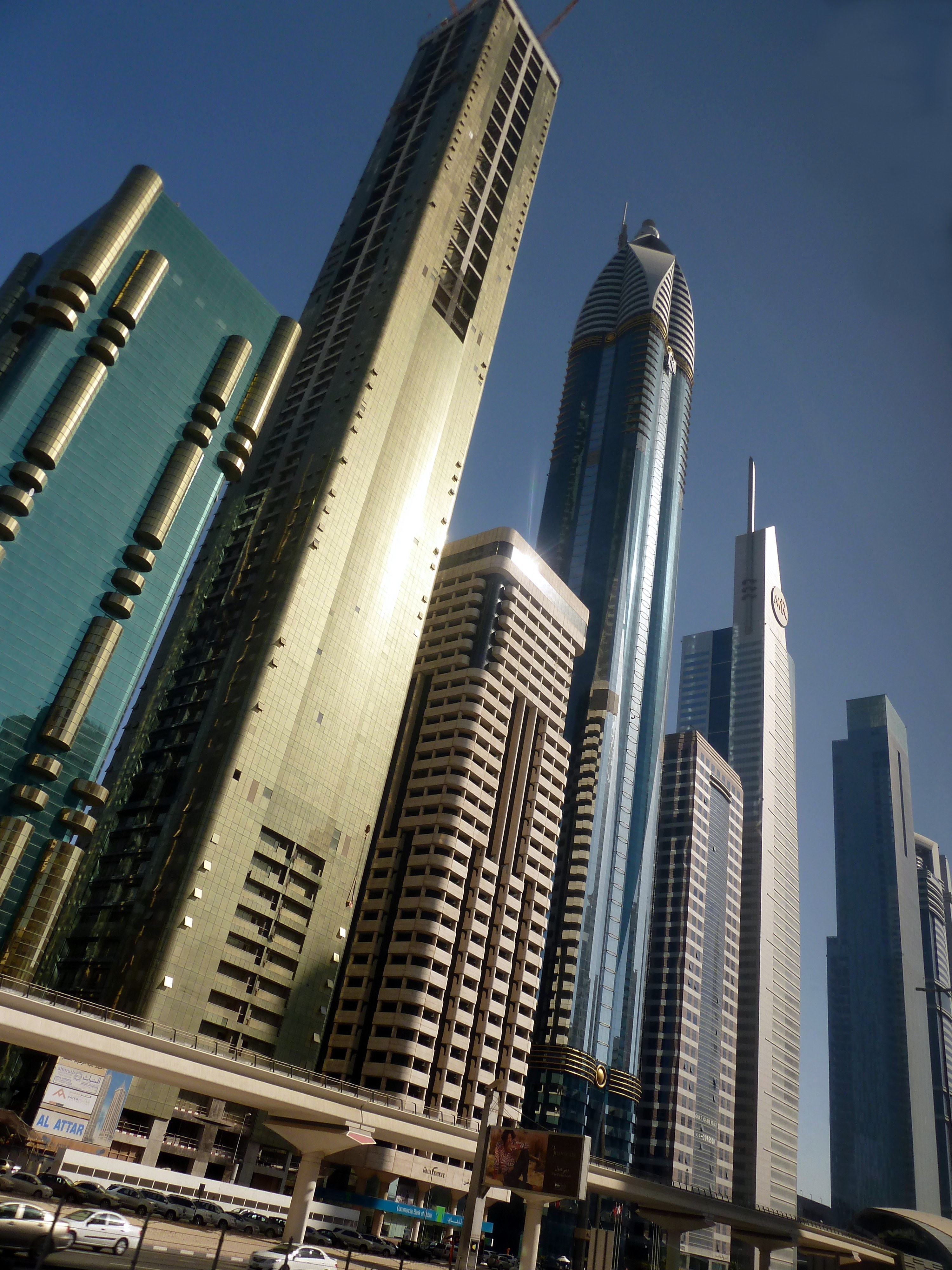
吉沃拉酒店、玫瑰大廈與21世紀大廈（左至右）

21世紀大廈（21st Century Tower）位於阿拉伯聯合大公國杜拜，高269公尺、55層樓，於2003年完工。在澳洲的Q1大廈建成前是最高的住宅大樓。